# Rossomyrmex
Rossomyrmex és un gènere de formigues de la subfamília dels formicins (Formicinae). Té una distribució paleàrtica, incloent-hi a la península Ibèrica.

## Espècies
El gènere Rossomyrmex inclou 4 espècies, una de les quals viu a la península Ibèrica:
- Rossomyrmex anatolicus Tinaut, 2007
- Rossomyrmex minuchae Tinaut, 1981 - present a la Península Ibèrica[3]
- Rossomyrmex proformicarum Arnoldi, 1928
- Rossomyrmex quandratinodus Xia & Zheng, 1995